# Ludwig Walesrode

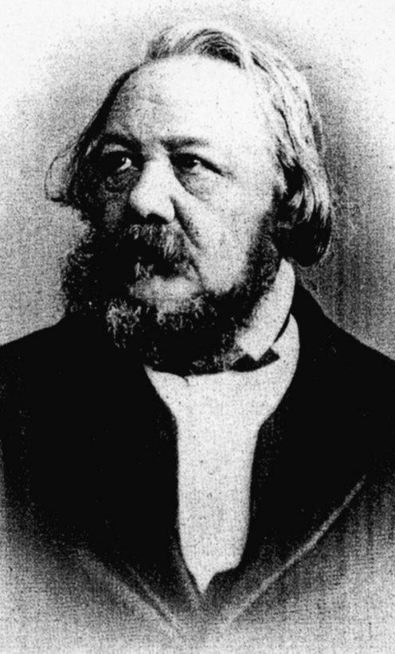
Ludwig Walesrode

Ludwig Reinhold Walesrode  (* als Ludwig Isaak Cohen am 14. April 1810 in Altona; † 20. März 1889 in Ludwigsburg) war ein deutscher Schriftsteller, Journalist und Publizist.

## Leben und Wirken
Ludwig Walesrode war ein Sohn des Musikers und späteren Kaufmanns J. C. Cohen aus Walsrode. Er besuchte im dänisch verwalteten Altona von 1830 bis 1832 das Christianeum, das auch Schüler aus jüdischen Familien aufnahm. An der Universität München begann er 1832 ein Philologiestudium; er vertiefte sich aber zunehmend in philosophische und kunstgeschichtliche Studien und schrieb Beiträge für Johann Friedrich Cottas Morgenblatt für gebildete Stände. Ab 1835 war er Hauslehrer in Danzig, ehe er 1837 nach Königsberg zog und Privatunterricht in englischer Sprache und Literatur erteilte. Er verfasste eine Broschüre über die Königsberger Kunstausstellung 1838 und einen Humoristischen Fremdenführer durch Königsberg. 1840 folgte unter dem Pseudonym Emil Wagner seine Übersetzung von William Shakespeares sämtlichen Sonetten. In jener Zeit wurde er Mitglied der Pappenhemia.
Nach Ablauf einer für den Besuch der Albertus-Universität geltenden dreijährigen Aufenthaltsgenehmigung trat er im Oktober 1841 zum Christentum über und nahm den Namen Ludwig Reinhold Walesrode an. Ein Jahr später erhielt er das Stadtbürgerrecht. Noch im Jahre 1841 veröffentlichte er anonym die Broschüre Beleuchtung eines dunklen Ballsaales. Ein Wort zur Zeit von Wse, in der er die antijüdischen Vorurteile der Handlungsgehilfen kritisierte.
Ende 1841 begann er mit seinen öffentlich gehaltenen, satirischen und regimekritischen Vorlesungen, die ihn zu einer der führenden Persönlichkeiten des Königsberger Liberalismus machten. Erstes Aufsehen erregte sein im Sommer 1842 publiziertes Sendschreiben an die wahrhaft Liberalen, das gegen die antikonstitutionelle und konservative Bewegung im Landkreis Preußisch Holland polemisierte und Partei für Theodor von Schön, den liberalen Oberpräsidenten der Provinz Preußen, ergriff. Seine Vorlesungen veröffentlichte er unter den Titeln Glossen und Randzeichnungen zu Texten aus unserer Zeit (1842) und Unterthänige Reden (1843), die ihn über Preußen hinaus bekannt machten. Im Sommer 1843 besuchte er die badischen Liberalen um Johann Adam von Itzstein und den von ihm verehrten alten Republikaner Andreas Joseph Hofmann. Wegen letzterer Schrift, die unter Umgehung der preußischen Zensur in der Schweiz erschienen war, wurde er zu einer einjährigen Festungshaft in der Festung Graudenz verurteilt. Wie Johann Jacoby, so wandte sich auch Walesrode mit seiner Verteidigung unter dem Titel Der Humor auf der Bank der Angeklagten an die Öffentlichkeit. Nach seiner Entlassung beteiligte er sich 1846 als Mitherausgeber des Königsberger Taschenbuchs.
Während der Deutschen Revolution 1848/49 schloss sich Walesrode in Königsberg dem linksliberalen Demokratischen Klub mit Albert Dulk, Ferdinand Falkson und Julius Rupp an. Seine Volkstümlichkeit und Redegewandtheit war unter anderem bei der turbulenten Gründungsversammlung des Königsberger Arbeitervereins von Bedeutung. Die Veröffentlichung seiner Flugschrift Was bringt die neue Zeit dem Volke? bescherte ihm indes heftige Angriffe seitens des reaktionären Preußenvereins.
Nach dem Scheitern der Revolution wurde Walesrode 1850 ins Stadtverordnetenkollegium von Königsberg gewählt. Seine im gleichen Jahr erschienene Die Glocke. Ein Wochenblatt für alle die nicht taub sind wurde sofort verboten und zog eine weitere, neunmonatige Haftstrafe nach sich. Der polizeilichen Maßregelungen in Königsberg überdrüssig, zog er 1854 nach Hamburg, wo er zusammen mit Carl Volckhausen kurzfristig den Kompaß redigierte, eine Wochenschrift zur Belehrung und Unterhaltung, die zu den literarisch anspruchsvollen Literaturzeitschriften Hamburgs gehörte. In den Jahren 1856 und 1858 begleitete er mit dem Cicerone kritisch die Hamburger Kunstausstellungen. 1857 erschien Der Storch von Nordenthal. Ein wahrhaftiges Märchen, das bis 1881 mehrfach aufgelegt wurde. Mit seiner Schrift Eine politische Todtenschau. Zur Geschichte der staatstragenden Anarchie in Preußen kommentierte er „die Jahre der Reaktion in der Provinz Preußen ebenso kenntnisreich wie bitter.“
Als Initiator und Herausgeber veröffentlichte er 1860 und 1861 die beiden Sammelbände Demokratische Studien, die neben seinem eigenen auch Beiträge von Ferdinand Lassalle, Carl Vogt, Friedrich Kapp, Moritz Hartmann, Arnold Ruge, Karl Grün, Ludwig Bamberger und anderen enthält. 1862 redigierte er in Berlin das Wochenblatt Der Fortschritt, ehe er 1863 nach Gotha übersiedelte. Dort schrieb er Preßfreiheit und Justiz in Preußen. Die Nachschrift des Buches datiert vom Januar 1866 aus Stuttgart, wohin er gezogen war, um dem preußischen Einfluss endgültig zu entkommen.
In Stuttgart schloss er sich der Württembergischen Volkspartei an. Zu dem literarischen Kreis, in dem er nun verkehrte, gehörte sein Freund Ferdinand Freiligrath. Journalistisch berichtete er 1868 unter dem Titel Eine Heimstätte in Schwaben über die Modellsiedlung der Baumwollspinnerei Kuchen. 1869 erschienen die Losen Blätter, eine Auswahl seiner Humoresken. Die schwäbische Industrieausstellung von 1871 in Ulm verfasste er 1872. Das Buch ist nicht nur eine in Briefform abgefasste, detailreiche und humorvolle Beschreibung, sondern zugleich ein Zeugnis für Walesrodes kritische Sicht auf den Deutsch-Französischen Krieg von 1870/71 und für den weltbürgerlichen Sinn von Industrie- und Weltausstellungen. Wie sein Vorwort zur zweiten Auflage von 1873 zeigt, ist dessen nunmehr von ihm gewählter Titel Deutscher Fleiß und deutsches Werk. Culturhistorische Skizzen und Bilder nicht ohne ironische Brechung zu lesen.
In seinen letzten Lebensjahren schrieb er für den Beobachter, das publizistische Organ der Württembergischen Volkspartei. Ende 1888 zog Walesrode in das Männerkrankenhaus Salon bei Ludwigsburg. Dort starb er an einem Schlaganfall.

## Würdigungen

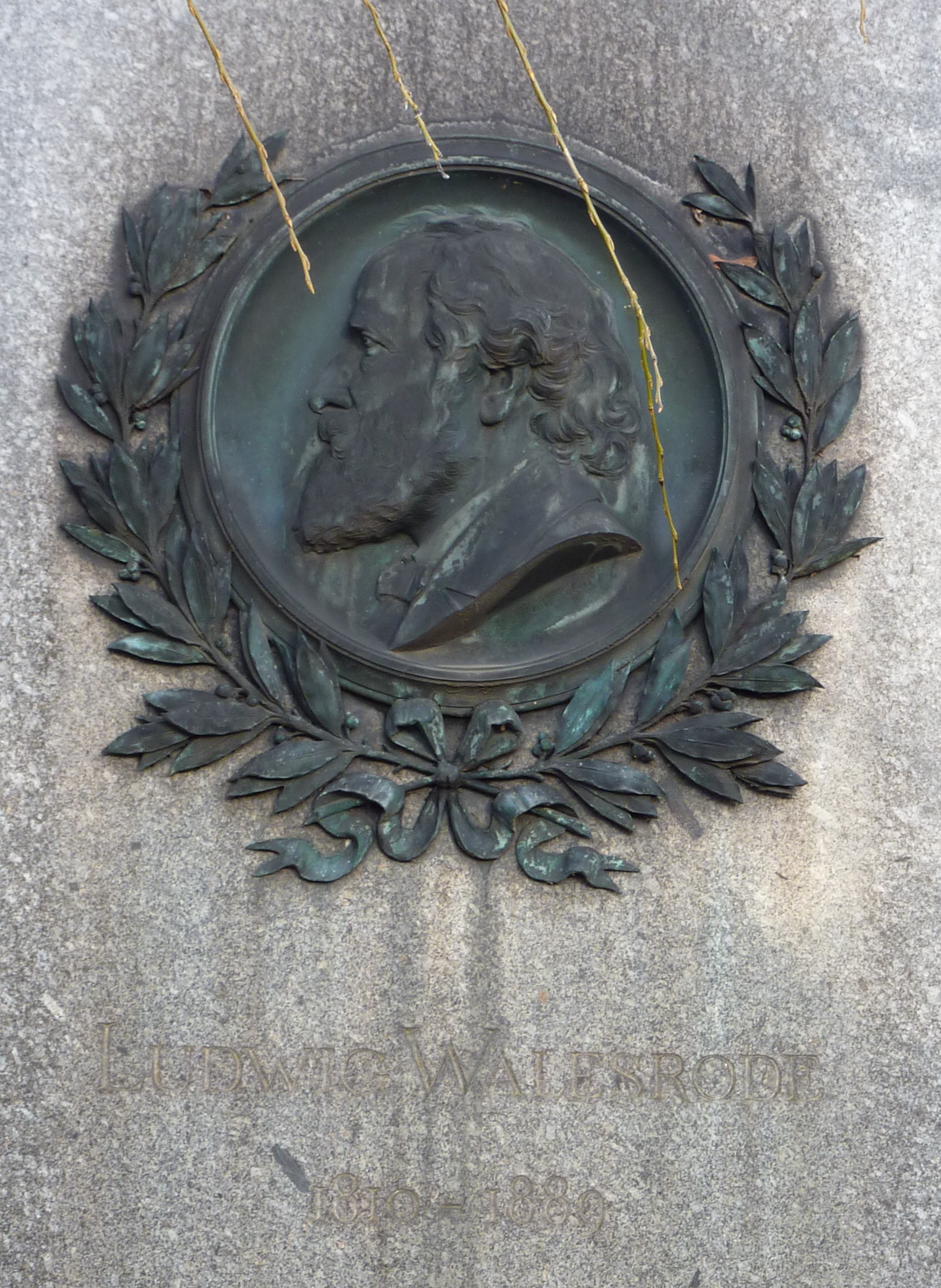
Relief auf dem Grabmal

Walesrodes Grab befindet sich auf dem Uff-Kirchhof in Bad Cannstatt. Der Obelisk aus Granit ist mit einem Bronzerelief von Adolf von Donndorf geschmückt. Der Bildhauer schickte das Medaillon „des edlen Walesrodes“ im Januar 1895 an Conrad Haußmann.
Der Literaturhistoriker Rudolf von Gottschall verfasste nicht nur einen Nachruf, sondern schilderte in seinen 1898 erschienenen Jugenderinnerungen ausführlich die gemeinsame Königsberger Zeit.  Der Sozialdemokrat Wilhelm Blos sah in dem jungen Walesrode den „Nestor der deutschen bürgerlichen Demokratie“. Die Cannstatter-Zeitung widmete ihm zu seinem 200. Geburtstag einen kurzen Nachruf.
Rudi Schweikert versuchte aufzuzeigen, dass Karl May bei der Figur des Grafen Walesrode in der Erzählung Waldröschen Ludwig Walesrode vor Augen gehabt habe, was ein „weiteres Beispiel für Mays klammheimliche Subversivität“ sei.

## Werke
- William Shakspeare’s sämmtliche Gedichte. Im Versmaß des Originals übersetzt von Emil Wagner [d.i. Walesrode], J. H. Born, Königsberg 1840 ()
- Glossen und Randzeichnungen zu Texten aus unserer Zeit, H. L. Voigt,  Königsberg 1842 ()
- Unterthänige Reden, Literarisches Comptoir, Winterthur / Zürich, 1843 ()
- Der Humor auf der Bank der Angeklagten oder meine vor dem Criminalsenate des Oberlandesgerichts zu Königsberg geführte Vertheidigung […], Friedrich Bassermann, Mannheim 1844 ()
- (Hrsg.) Königsberger Taschenbuch, H. L. Voigt, Königsberg 1846 ()
- Der Storch von Nordenthal. Ein wahrhaftiges Märchen, Hoffmann und Campe, Hamburg 1857
- Eine politische Todtenschau. Zur Geschichte der staatstragenden Anarchie in Preußen, Academische Buchhandlung, Kiel 1859 ()
- (Hrsg.) Demokratische Studien, Otto Meißner, Hamburg 1860 ()
- (Hrsg.) Demokratische Studien, zweiter Band, Otto Meißner, Hamburg 1861
- Preßfreiheit und Justiz in Preußen, O. Wigand, Leipzig 1866 ()
- Deutscher Fleiß und deutsches Werk. Culturhistorische Skizzen und Bilder, Carl Grüninger, Stuttgart 1873